# Tobie Smith
Tobie Smith (New York, 23 ottobre 1973) è un'ex nuotatrice statunitense.

## Carriera
Specializzata nel nuoto di fondo, si è laureata campionessa del mondo nella 25 km ai campionati di Perth 1998.

## Palmarès
- Mondiali

Perth 1998: oro nei 25 km e bronzo nei 25 km a squadre.